# PRIDE.3
PRIDE.3（プライド・スリー）は、日本の総合格闘技イベント「PRIDE」の大会の一つ。1998年6月24日、東京都千代田区の日本武道館で開催された。

## 大会概要
高田延彦がカイル・ストュージョンを相手に復帰戦を行い、ヒールホールドで一本勝ちを収めた。第3試合の開始前にスペシャルゲストとしてバス・ルッテンが登場しヒクソン・グレイシーへの挑戦を表明した。また、桜庭和志は、当時修斗のリングで新星として注目を集めていたカーロス・ニュートンと高度な寝技戦を展開し、最後は一本勝ちを収めた。

## 試合結果
第1試合 PRIDEルール 10分3R
△  松井大二郎 vs.  小路晃 △
3R終了 時間切れ
第2試合 PRIDEルール 10分3R
○  高瀬大樹 vs.  エマニュエル・ヤーブロー ×
2R 3:22 KO（グラウンドパンチ）
第3試合 PRIDEルール 10分3R
○  桜庭和志 vs.  カーロス・ニュートン ×
2R 5:19 膝十字固め
第4試合 PRIDEルール 10分3R
○  ゲーリー・グッドリッジ vs.  アミール ×
1R 7:22 TKO（レフェリーストップ：グラウンドパンチ）
第5試合 PRIDEルール 10分3R
○  マーク・ケアー vs.  ペドロ・オタービオ ×
1R 2:13 TKO（レフェリーストップ：チキンウィングアームロック）
第6試合 PRIDEルール 10分3R
○  高田延彦 vs.  カイル・ストュージョン ×
1R 2:18 ヒールホールド